# Vietnams Grand Prix
Vietnams Grand Prix var en påtänkt deltävling i formel 1-VM som var planerad att köras på stadsbanan Hanoi Motor Sport Circuit i Hanoi från och med säsongen 2020. Loppet skulle vara på 55 varv och var 5.565 kilometer lång. Banan var designad av Hermann Tilke och vid sidan av Monacos, Singapores och Azerbajdzjans Grand Prix vara det fjärde stadsloppet i F1-kalendern.
Deltävlingen kom aldrig att köras mycket på grund av Covid-19-pandemin men också att Hanois borgmästare Nguyễn Đức Chung, som var drivkraften till att få Formel 1 till staden, greps för korruptionsanklagelser i augusti 2020.